# Alarich Seidler
Alarich Hermann Ivo Seidler (* 31. Mai 1897 in Konstanz; † 12. November 1979 in Schongau) war ein deutscher SA-Führer und Begründer des Bayrischen Landesverbandes für Wander- und Heimatdienst.

## Leben
Seidler war der Sohn eines Kunstprofessors und als Kaufmann tätig. Der NSDAP und der Sturmabteilung (SA) trat er 1922 bei. Nach dem Verbot der NSDAP schloss er sich der Partei erneut Anfang Februar 1933 (Mitgliedsnummer 1.471.334) an. Innerhalb der SA stieg Seidler später bis zum Standartenführer auf.
Ab 1923 leitete Alarich in München den Ernährungsausschuss der NSDAP. Seidler gehörte der Nationalsozialistischen Volkswohlfahrt (NSV) an und wurde erster NSV-Gauamtsleiter im Gau München-Oberbayern. Ab 1932 leitete er die NS-Nothilfe in München und wurde im selben Jahr Landesbeauftragter der NSDAP für die bayrischen Notstandsgebiete. Zudem leitete er in München das Winterhilfswerk, war Staatsbeauftragter in Bayern und stellvertretender Sonderkommissar bei der oberbayrischen Regierung. Wegen Veruntreuungen und Unregelmäßigkeiten wurde Seidler 1935 von seinen Posten in der NSV entbunden und engagierte sich ab diesem Zeitpunkt dem Aufbau des bayrischen Wanderdienstes.
Seidler begründete 1934 den Bayrischen Landesverband für Wander- und Heimatdienst (LVW) und war anschließend bis 1945 dessen Vorsitzender. Der LVW befand sich in der Münchner Widenmayerstraße und arbeitete eng mit NS-Fürsorgebehörden, Schutzstaffel (SS) und Polizei zusammen. Zweck dieses Vereins war die Verfolgung von „Asozialen“ bzw. Beseitigung von Wanderarmut, unter anderem durch Einweisung in Zwangsfürsorgeeinrichtungen und der Anlage einer „Asozialenkartei“. Nach dem Motto „Fürsorge gegen Arbeit“ sollte das Asozialenproblem gelöst werden. Im Juli 1936 leitete Seidler eine Großrazzia gegen „Asoziale und Arbeitsscheue“, bei der 1.307 Menschen festgenommen wurden. Von den Verhafteten wurden 736 Personen für zwei Wochen in das KZ Dachau überstellt. Ein großer Teil der in Gewahrsam genommenen Personen wurde in Einrichtungen des LVW verbracht. Seinen Dienstsitz hatte Seidler in der von ihm geleiteten Bewahrungsanstalt Herzogsägmühle bei Schongau, einem „Zentralwanderhof“ für Nichtsesshafte.

„Wer heute in Bayern als Hilfsbedürftiger ein Krankenhaus betritt, ist sozusagen schon verhaftet.“

Wilhelm Polligkeit und Hilde Eiserhardt, die vor der nationalsozialistischen Machtübernahme führende Funktionen im Deutschen Verein für öffentliche und private Fürsorge innehatten, arbeiteten mit Seidler zusammen. Gemeinsam fungierten Seidler, Polligkeit und Eiserhardt als Herausgeber der 1938 erschienenen Publikation Der nichtseßhafte Mensch, in welcher die Prämissen der bayrischen Wanderfürsorge als Grundlage für eine „Reichslösung der Asozialenfrage“ propagiert wurde. Alarich war im Februar 1939 einer der ersten Befürworter eines radikalen Gemeinschaftsfremdengesetzes.
Von 1936 bis 1939 war Seidler zudem Treuhänder der Gestapo. Ab 1944 leitete er ein Quarantänelager für ausländische tuberkulosekranke Zwangsarbeiter.
Nach dem Ende des Zweiten Weltkrieges befand sich Seidler von 1945 bis 1947 in alliierter Internierung. Seidler wurde als Entlasteter entnazifiziert und leitete später ein Betriebsberatungsbüro. Seinen Wohnsitz hatte er in Peiting.